# Pavlína Filipovská

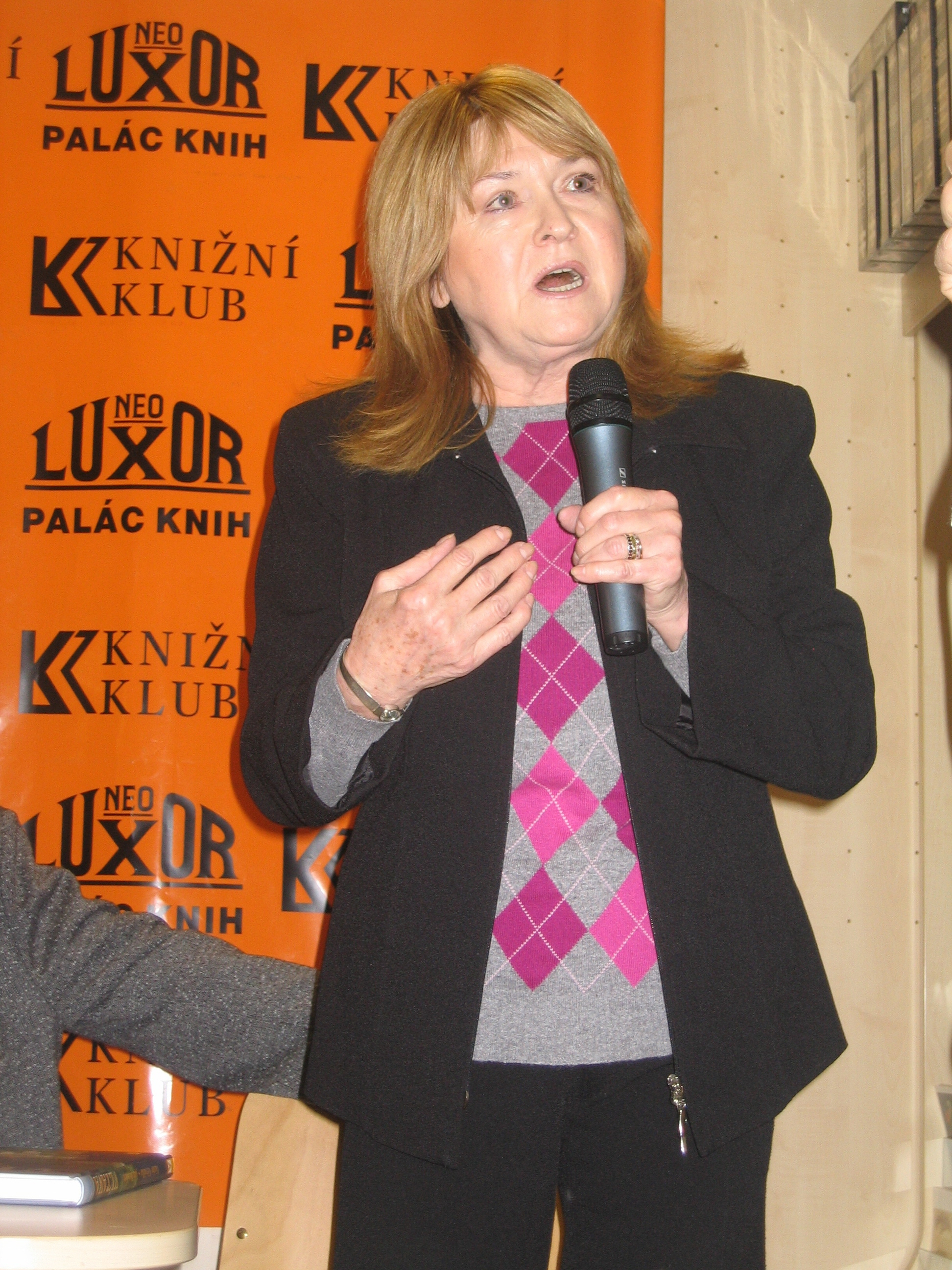
Pavlína Filipovská

Pavlína Filipovská (* 28. Mai 1941 in Prag) ist eine tschechische Schauspielerin und Sängerin, die ihre größte Popularität in den 1960er Jahren erreichte.

## Leben
1958 begann Filipovská, Tochter des Schauspielers František Filipovský, als Fernsehmoderatorin von Kindersendungen zu arbeiten. Sie lernte Schauspielerei und Gesang. 1959 wurde sie in der Prager Kleinkunstbühne Semafor engagiert, wo sie bis zum Anfang der 1960er Jahre in den meisten Aufführungen als Schauspielerin und Sängerin mitwirkte. Mit ihren Songs wurde sie außerdem in vielen Rundfunk- und Fernsehwettbewerben bekannt, teilweise im Duo mit dem Sänger Josef Zíma. 1964 wechselte sie zum Theater Apollo, in der Zeit 1969–1974 trat sie im Theater Rokoko auf. Später engagierte sie sich in der Schauspiel- und Theatergruppe Divadelní společnost Josefa Dvořáka  des früheren Semafor-Mitarbeiters Josef Dvořák.
Im Semafor wirkte Filipovská in folgenden Aufführungen:
- Člověk z půdy
- Papírové blues
- Vo co de
- Sběratel stínů
- Taková ztráta krve
- Zuzana není pro nikoho doma
- Sekta
- Šest žen

## Filmografie (Auswahl)
Die wichtigsten Auftritte von Filipovská in Filmen beziehungsweise in Fernsehproduktionen sind:
- 1961: Die Prozession zur heiligen Jungfrau (Procesí k Panence)
- 1963: Wettbewerb (Konkurs)
- 1964: Kdyby tisíc klarinetů
- 1967: Sedm žen Alfonse Karáska (Fernsehfilm)
- 1967: Altprager Melodien (Ta naše písnička česká)
- 1969: Die blöden Erwachsenen dürfen alles (Dospěláci můžou všechno)

## Diskografie
In ihrem ersten Bühnenstück in Semafor sang sie unter anderem das Lied Včera neděle byla (Gestern war der Sonntag), das 1960 als Single erschien und für viele Jahre die meistverkaufte Schallplatte des Labels Supraphon wurde (nur im ersten Jahr nach dem Erscheinen wurden fast eine Viertelmillion Stück verkauft, was für die kleine Tschechoslowakei eine enorm hohe Stückzahl war). Ihre weiteren Erfolge in der Zeit im Semafor waren unter anderem:
- Barvy – Laky
- Betty
- Pozvání
- Proč se lidi nemaj rádi
- Kapitáne, kam s tou lodí
- Purpura
- Zpěv ptačí

In ihrem Repertoire befinden sich mehrere Dutzend Popsongs, die besonders in den 1960er Jahren zu beachteten Hits wurden.